# Teufelsklinge (Tumbach)

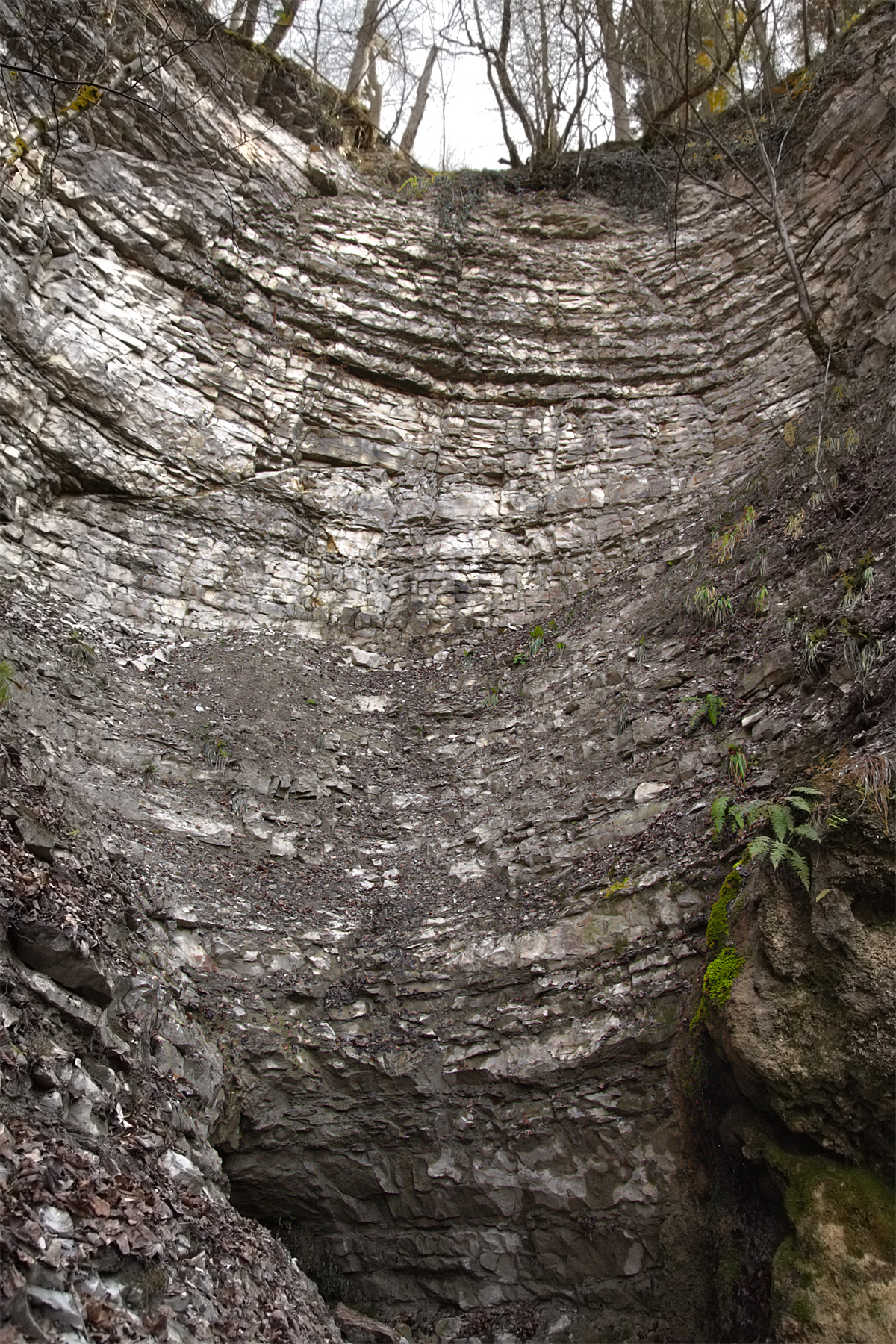
Felswand und Quellöffnung

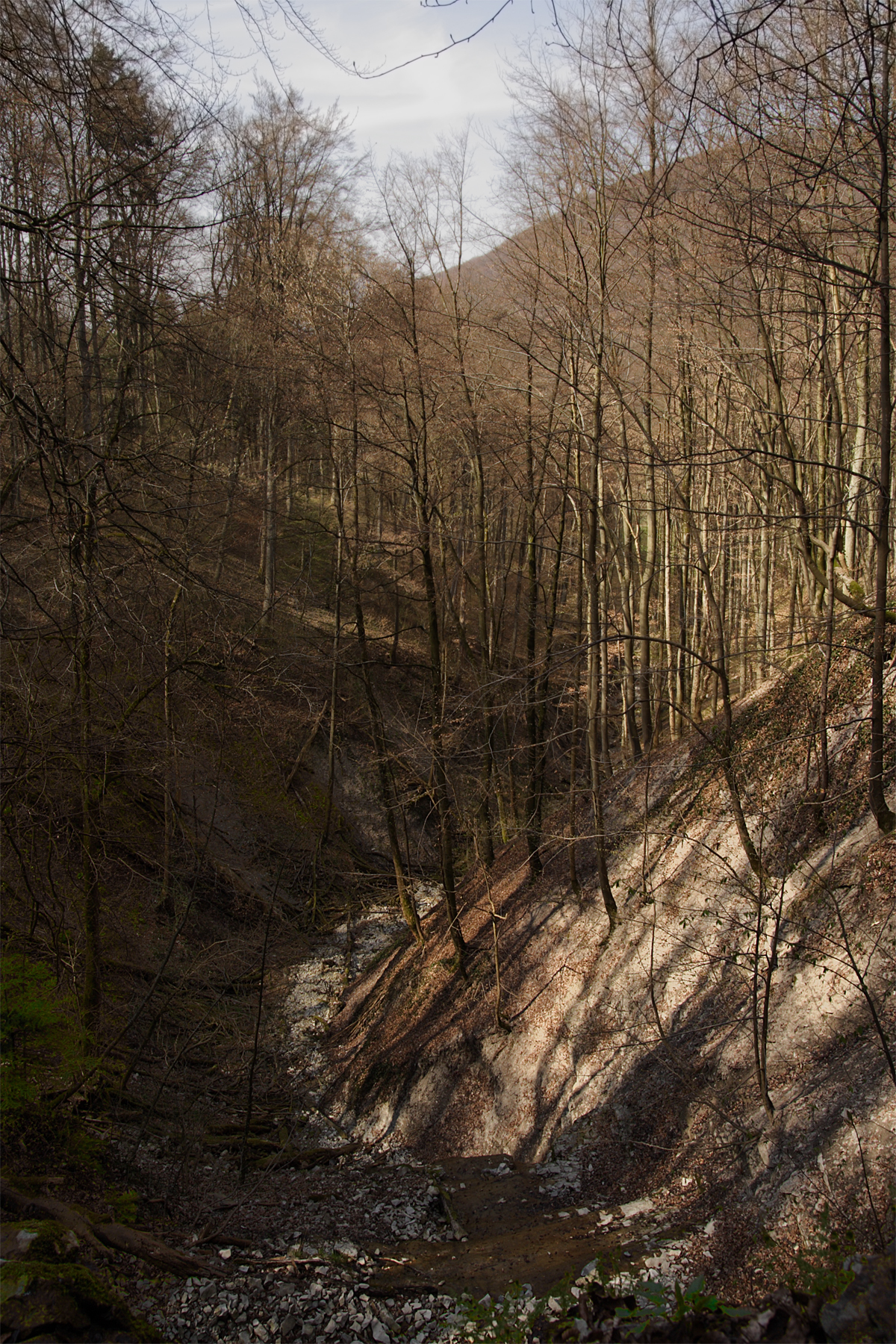
Blick ins Tal

Die Teufelsklinge liegt etwa zwei Kilometer südsüdöstlich der Heubacher Ortsmitte im Ostalbkreis in Baden-Württemberg. Sie trägt im Grundwort die „Klinge“, ein im Süddeutschen übliches Wort für steile Kerbtäler. In ihr entspringt ein linker Oberlauf des Tumbachs (im Dialekt: „Daunbach“).
Die Teufelsklinge ist ein Naturdenkmal und am Albtrauf der Ostalb als sogenannter Bröller entstanden. So nennt man auf der Schwäbischen Alb eine Karstquelle, aus der nicht permanent Wasser tritt, sondern nur von Zeit zu Zeit, etwa nach anhaltenden Regenfällen oder bei der Schneeschmelze.

## Geomorphologie
Die imposant große Teufelsklinge hat eine senkrechte, halbrunde Quellnische mit 100 m Durchmesser und eine Höhe von rund 80 m. Die halbrunde Felswand liegt rund 20 Höhenmeter unterhalb des Randes des Albplateaus. Etwa auf halber Höhe der senkrechten „Nische“ befindet sich in den Kalksteinen der Wohlgeschichteten Kalk-Formation (ox2, früher Weißer Jura beta) eine rund ein Meter große Quellöffnung (630 m ü. NN). Aufgeschlossen sind Mergelschichten und Wohlgeschichtete Kalke.
Unterhalb des Quelltisches schließt sich die eigentliche V-förmig eingetiefte Klinge in den Mergelsteinen der Impressamergel-Formation (ox1, früher Weißer Jura alpha) an. Die steil-schrägen Schutthänge der Klinge sind dicht mit Bäumen bewachsen. Deutlicher Säbelwuchs vieler Bäume indiziert, dass die Hänge in Bewegung sind.

## (Hydro-)Geologie
Bei hohem Karstwasseraufkommen springt die Quelle an und speit aus der Öffnung mit Getöse in weitem Bogen einen kräftigen Wasserstrahl rund 30 Meter frei fallend in die Klinge. Der Bröller tritt immer dann aus, wenn im „Gewann Schorren“ auf dem Albplateau Wasser anfällt (710 m ü. NN) und es unter anderem in den Erdfällen ein Kilometer südöstlich der Quellposition versinkt. Der Bröller schüttet mehr, als sich durch die dortigen Schwinden allein erklären ließe.
Aus dem Karstwassersystem der Albhochfläche rund 50–100 m über der Quelle der Teufelsklinge wird ein großer Einzugsbereich entwässert. Der Tumbach und der zu ihm parallel laufende Griesbach haben hier durch rückwärtsschreitende Erosion zwei eng benachbarte Täler geschaffen, zwischen denen oben auf dem westnordwestlichen Sporn Nägelberg vom Albplateau nur mehr ein weniger als 200 m schmaler Streifen steht; die Karstwasser teilen sich auf die Quellen der Teufelsquelle und den Griesbrunnen des Griesbachs auf. In mehreren Erkundungsschritten hat die Arge Teufelsklingenbröller durch mehrere Siphone hindurch die Teufelsklinge auf 1270 m vermessen (Stand April 2010); die Höhle ist damit die längste Höhle in Ostwürttemberg.

## Name
In der Beschreibung des Oberamts Gmünd, Teil Ortsbeschreibungen, Heubach, von 1870 heißt es zur Teufelsklinge u. a.: „ein Quell aus tiefem Kessel in starkem Bogen hervorbricht und einen weithin stäubenden Wasserfall bildet; – ein schauerlich öder, verlassener, trauriger Ort, in den die Sonne nur selten hinabscheint, […] Die Volkssage will wissen, daß vor Alters einmal der Heiland auf dem Rosenstein mit dem Satan gestritten und ihn besiegt habe, worauf er ihn in die Teufelsklinge bannte auf so lange, bis daß seine Zeit um sein würde, und er erlöst werden könne; und so oft sich unten der Satan regt, schwillt der Quell brausend über.“

## Geographie
Vor Heubach ist der Albtrauf auf rund drei Kilometer stark zertalt. Nach dem Ortsende wählt man das – gewässeraufwärts gesehen – linke Tal. Die beiderseitige Bewaldung bedeckt die Hänge zum großen Teil und geht im unteren Teil in Magerrasen und dann in Weidewiesen über. Der in den Wiesen ständig Wasser führende Tumbach wird von drei kleinen Quellen am Talende und am Nordhang gespeist. Die Landstraße 1162 windet sich im nördlichen Waldhang nach Bartholomä.
Solange der Wald dicht belaubt ist, ist das Naturdenkmal nicht einzusehen. Die Teufelsklinge und ihre hohe Felsnische hat sich 190 m weit in den rund 180 m hohen, steilen Trauf eingefräst.
Mehrere zum Wandern geeignete Forstwege und für die letzten 400 m ein Fußweg führen vom Talboden am südlichen Ende Heubachs zur Quellnische. Über einen in 640 m Höhe von der Straße wegführenden horizontalen, breiten Forstweg gelangt man ebenfalls zur Quellnische, wo sodann ein sehr steiler kurzer Trampelpfad hinunter zum Quelltisch der Nische führt.